# Clossiana answina
Clossiana answina är en fjärilsart som beskrevs av Hans Fruhstorfer. Clossiana answina ingår i släktet Clossiana och familjen praktfjärilar. Inga underarter finns listade i Catalogue of Life.